# ERG理論
ERG理論（ERGりろん）とは経営学用語の一つ。これはクレイトン・アルダーファーによって提唱された概念である。これは組織が経営されそして発展するというのは、人間というのは主要な3つの欲が元となっていることからということである。このERGというのが主要な3つの欲を意味する単語の頭文字であり、
- E はExistenceで存在すること(生存)
- R はRelatednessで関わるということ（関係）
- G はGrowthで成長するということ（成長）

である。
これはアブラハム・マズローのアイデアを踏襲した上で生み出された事柄であり、新たな概念が付け加えられたりしている。また、マズローの欲求段階説ならば最高次欲求というのが自己実現欲求であるのに対し、ERG理論でならば最高次欲求というのは成長欲求であるなど幾つかが異なっている。